# Oratorio di San Fermo e Natività di Maria Vergine
L'oratorio di San Fermo e Natività di Maria Vergine è un luogo di culto cattolico dalle forme barocche, situato in strada provinciale di Traversetolo a Piazza di Basilicanova, frazione di Montechiarugolo, in provincia e diocesi di Parma; è sussidiario della parrocchiale di San Giovanni Battista di Basilicanova e fa parte della zona pastorale della Pedemontana.

## Storia
Il luogo di culto originario fu costruito verso il 1610 nel Prato del ponte della Maestà per volere del sacerdote Bernardo Politi, appartenente alla casata proprietaria della cinquecentesca Villa Politi; il reverendo vi costituì il 23 dicembre di quell'anno un beneficio intitolato alla Natività di Maria Vergine.
Agli inizi del XVIII secolo il piccolo e semplice edificio crollò. Intorno al 1710, i conti Politi ne commissionarono la ricostruzione in posizione diversa, in prossimità della villa al centro del piccolo borgo di Piazza; il nuovo oratorio barocco fu intitolato a san Fermo martire.
Dopo la morte nel 1905 dell'ultima discendente Marianna Politi vedova Zambeccari, l'ampia tenuta fu ereditata dalla Società salesiana di San Giovanni Bosco. Soltanto due anni dopo i padri superiori dell'ordine rivendettero all'imprenditore Marcellino Mutti la proprietà, a eccezione dell'oratorio, che nel 1916 fu donato alla parrocchia di San Giovanni Battista di Basilicanova; nel contratto fu aggiunta una clausola, prevedendo l'automatica cessione dell'edificio alla famiglia Mutti nel caso in cui fosse stato sconsacrato.
Nel 1959 il luogo di culto fu sottoposto a lavori di restauro finanziati dai Mutti; nel corso delle opere, gli interni furono decorati con affreschi.

## Descrizione

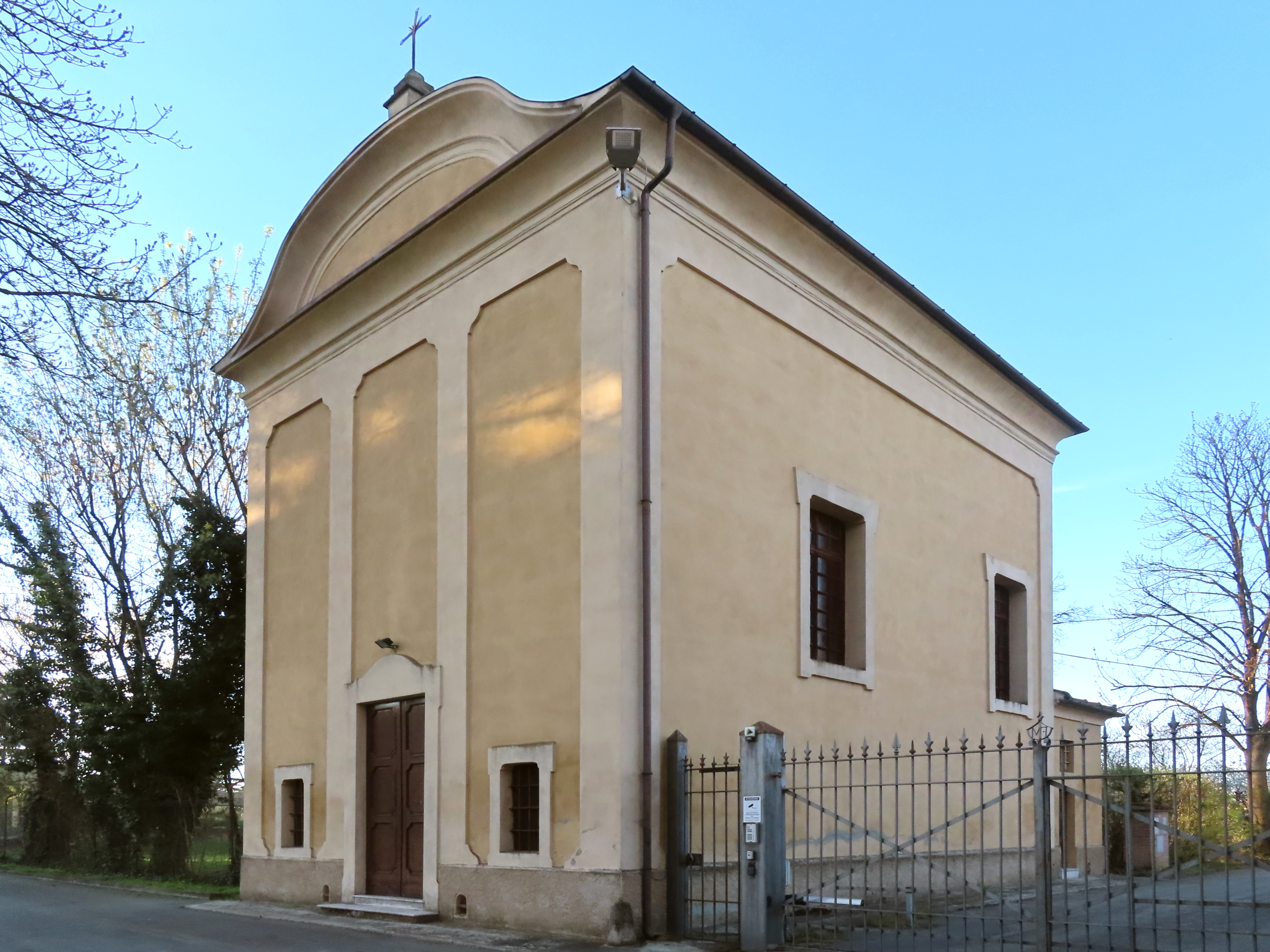
Facciata e lato sud-est

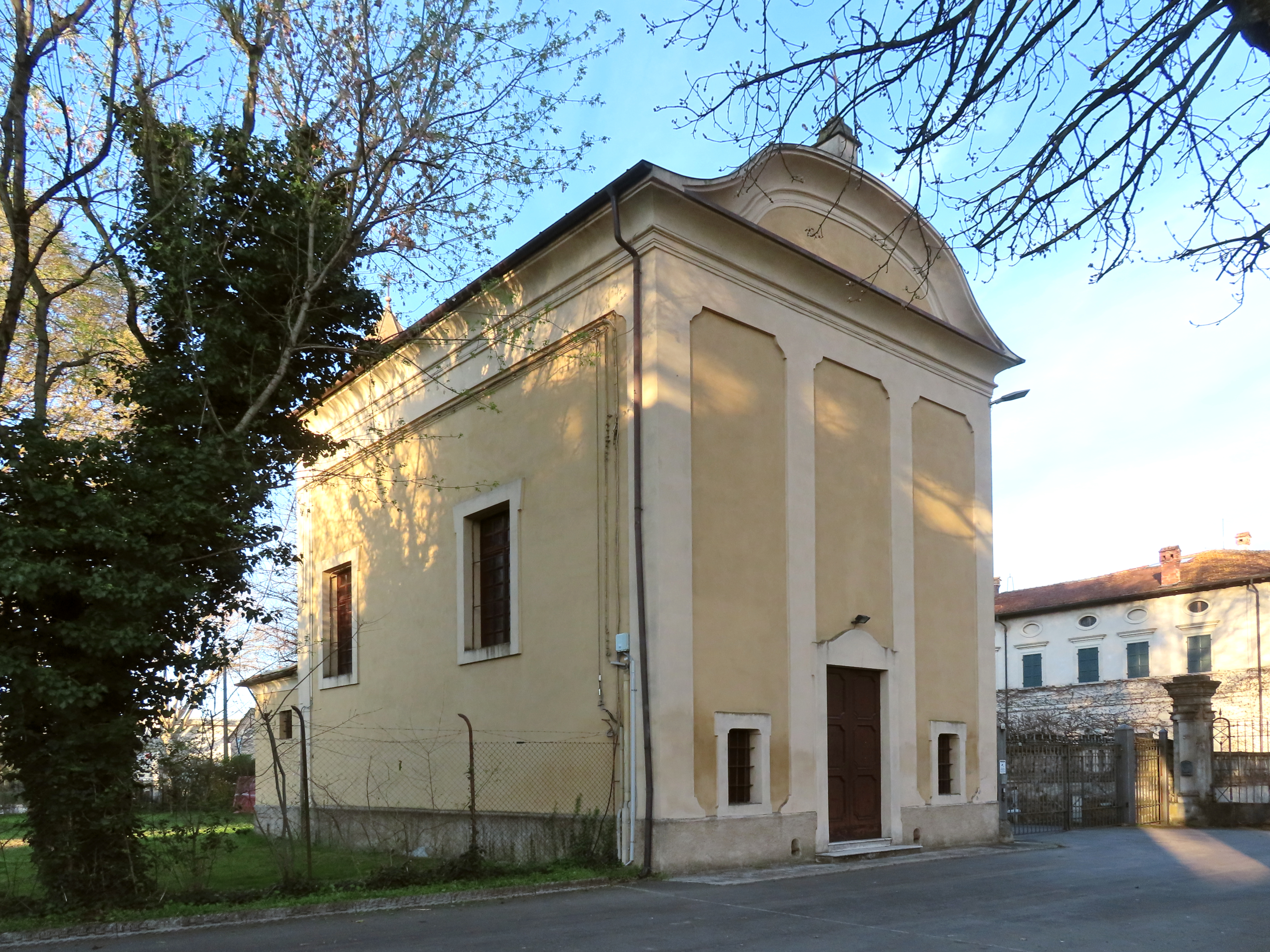
Facciata e lato nord-ovest

Il piccolo oratorio si sviluppa su una pianta a navata unica, con ingresso a sud-ovest e presbiterio a nord-est.
La simmetrica facciata a capanna, interamente intonacata come il resto dell'edificio, è tripartita verticalmente da quattro lesene; al centro si apre l'ampio portale d'ingresso, delimitato da una cornice, mentre ai lati si trovano due piccole finestre; a coronamento del prospetto si staglia un frontone mistilineo, sormontato nel mezzo da una croce metallica.
I lati sono illuminati da finestroni incorniciati.
All'interno la navata, coperta da una volta a botte affrescata, è decorata con lesene e stucchi e pavimentata in graniglia.
Il presbiterio, lievemente sopraelevato, è preceduto dall'arco trionfale a tutto sesto, retto da due paraste doriche; l'ambiente, decorato con un mosaico a pavimento e arricchito da lesene sugli spigoli delle pareti, accoglie l'altare maggiore metallico a mensa, aggiunto intorno al 1980; a coronamento si eleva una piccola cupola su pennacchi ornata con affreschi.
L'oratorio conserva alcune opere di pregio, tra cui tre antichi dipinti raffiguranti la Nascita di san Giovanni Battista, San Fermo e Sant'Antonio da Padova.